# Asplenium pseudoangustum
Asplenium pseudoangustum är en svartbräkenväxtart som beskrevs av Robert G. Stolze. Asplenium pseudoangustum ingår i släktet Asplenium och familjen Aspleniaceae. Inga underarter finns listade.